# Portrait de madame Trabuc
Le Portrait de madame Trabuc est un tableau de Vincent van Gogh conservé au musée de l'Ermitage de Saint-Pétersbourg et composé en septembre 1889 à Saint-Rémy-de-Provence.
C'est vers le 6 septembre 1889 que Van Gogh écrit une lettre à son frère Théo dans laquelle il explique qu'il a un besoin vital de travailler sa peinture et qu'il redoute un nouvel accès de démence. Il indique également qu'il a fait le portrait du surveillant de l'hospice, Trabuc (qu'il lui offre) et s'apprête à peindre sa femme. Il la trouve douce et malheureuse. Le ménage Trabuc demeure dans une petite maison à quelques pas de l'asile Saint-Paul.
Dans une autre lettre à son frère Théo datée du 19 septembre 1889, Vincent van Gogh écrit qu'il a terminé le portrait de Mme Trabuc. « Il me semble que cela te plaira; j'en ai fait une copie, mais moins réussie que l'original […] Il est fait dans les tons noir et rose. » Il écrit aussi à sa sœur Willemina qu'il a peint un portrait de femme vêtue de noir avec un teint olivâtre.
Jeanne Trabuc née Lafuis (1834-1903) a cinquante-cinq ans quand elle pose pour Van Gogh. C'est une femme du peuple qui ressemble aux figures paysannes des gravures anglaises des années 1870 que Van Gogh, selon Pickvance, aimait collectionner, en particulier celles qui paraissaient dans l'hebdomadaire The Graphic.
Ce portrait a fait partie de la collection de Johanna van Gogh, puis a été vendu à la galerie Thannhaüser de Berlin où il a été acquis par Otto Krebs. Ce tableau, comme les autres de la collection, a été transféré par l'Armée rouge à l'Ermitage en 1947, comme réparation des dommages de guerre subis. Il a été montré pour la première fois au public de l'Ermitage en 1995 pour une exposition intitulée « La Peinture française des XIXe et XXe siècles issue des collections privées d'Allemagne. »